# Eleições gerais no Brasil em 1950
Em 3 de outubro de 1950 (terça-feira) foram realizadas eleições gerais no Brasil para a escolha de vinte governadores, treze vice-governadores, vinte e um senadores, trezentos e quatro deputados federais e oitocentos e oitenta deputados estaduais.

## Governadores eleitos em 1950
Três antigos interventores federais oriundos do Estado Novo foram vitoriosos nas urnas.
| Bandeira | Estado              | Sigla | Governador eleito       | Partido | Vice-governador eleito | Notas                 | Referências |
| -------- | ------------------- | ----- | ----------------------- | ------- | ---------------------- | --------------------- | ----------- |
|          | Alagoas             | AL    | Arnon de Melo           | UDN     | Guedes de Miranda      | [ nota 1 ]            |             |
|          | Amazonas            | AM    | Álvaro Maia             | PSD     | Cargo criado em 1966   | [ nota 2 ] [ nota 3 ] |             |
|          | Bahia               | BA    | Régis Pacheco           | PSD     | Cargo criado em 1958   | [ nota 3 ]            |             |
|          | Ceará               | CE    | Raul Barbosa            | PSD     | Stênio Silva           |                       |             |
|          | Espírito Santo      | ES    | Jones dos Santos Neves  | PSD     | Francisco Ataíde       |                       |             |
|          | Goiás               | GO    | Pedro Ludovico          | PSD     | Jonas Duarte           | [ nota 2 ]            |             |
|          | Maranhão            | MA    | Eugênio Barros          | PST     | Renato Archer          |                       |             |
|          | Mato Grosso         | MT    | Correia da Costa        | UDN     | João Leite de Barros   |                       |             |
|          | Minas Gerais        | MG    | Juscelino Kubitschek    | PSD     | Clóvis Salgado         | [ nota 4 ]            |             |
|          | Pará                | PA    | Alexandre Assunção      | UDN     | Cargo criado em 1960   | [ nota 3 ]            |             |
|          | Paraíba             | PB    | José Américo de Almeida | PSD     | João Fernandes de Lima |                       |             |
|          | Paraná              | PR    | Munhoz da Rocha         | UDN     | Cargo criado em 1964   | [ nota 3 ]            |             |
|          | Pernambuco          | PE    | Agamenon Magalhães      | PSD     | Cargo criado em 1957   | [ nota 3 ] [ nota 5 ] |             |
|          | Piauí               | PI    | Pedro Freitas           | PSD     | Milton Brandão         |                       |             |
|          | Rio de Janeiro      | RJ    | Amaral Peixoto          | PSD     | Tarcísio Miranda       |                       |             |
|          | Rio Grande do Norte | RN    | Dix-Sept Rosado         | PSD     | Sílvio Pedrosa         | [ nota 6 ]            |             |
|          | Rio Grande do Sul   | RS    | Ernesto Dorneles        | PTB     | Cargo criado em 1970   | [ nota 2 ] [ nota 3 ] |             |
|          | Santa Catarina      | SC    | Irineu Bornhausen       | UDN     | Cargo criado em 1955   | [ nota 3 ]            |             |
|          | São Paulo           | SP    | Lucas Nogueira Garcez   | PSP     | Erlindo Salzano        |                       |             |
|          | Sergipe             | SE    | Arnaldo Garcez          | PSD     | Edelzio Melo           |                       |             |

## Senadores eleitos em 1950
| Bandeira | Estado              | Sigla | Senadores eleitos                | Partido | Suplentes de senador              | Notas       | Referências |
| -------- | ------------------- | ----- | -------------------------------- | ------- | --------------------------------- | ----------- | ----------- |
|          | Alagoas             | AL    | Ezequias Rocha                   | UDN     | Antônio Casado                    |             |             |
|          | Amazonas            | AM    | Vivaldo Lima Filho               | PTB     | Alfredo Cabral                    |             |             |
|          | Bahia               | BA    | Landulfo Alves                   | PTB     | Durval Rocha                      | [ nota 7 ]  |             |
|          | Ceará               | CE    | Onofre Gomes                     | PSD     | Góes de Barros                    |             |             |
|          | Distrito Federal    | DF    | Alencastro Guimarães Mozart Lago | PTB PSP | Guilherme Malaquias Telemaco Maia | [ nota 8 ]  |             |
|          | Espírito Santo      | ES    | Carlos Lindenberg                | PSD     | Edison Cavalcanti                 |             |             |
|          | Goiás               | GO    | Domingos Velasco                 | PSB     | José Paranhos                     |             |             |
|          | Maranhão            | MA    | Antônio Bayma                    | PST     | Newton Belo                       | [ nota 9 ]  |             |
|          | Mato Grosso         | MT    | Sílvio Curvo                     | UDN     | Mário Mota                        |             |             |
|          | Minas Gerais        | MG    | Artur Bernardes Filho            | PR      | Péricles Pinto da Silva           | [ nota 10 ] |             |
|          | Pará                | PA    | Prisco dos Santos                | UDN     | Demócrito Noronha                 | [ nota 11 ] |             |
|          | Paraíba             | PB    | Rui Carneiro                     | PSD     | Abelardo Jurema                   |             |             |
|          | Paraná              | PR    | Othon Mader                      | UDN     | Guilherme Braga                   |             |             |
|          | Pernambuco          | PE    | Apolônio Sales                   | PSD     | Martiniano Fernandes              |             |             |
|          | Piauí               | PI    | Arêa Leão                        | PSD     | Waldemar Santos                   | [ nota 12 ] |             |
|          | Rio de Janeiro      | RJ    | Sá Tinoco                        | PSD     | Moreira Filho                     | [ nota 13 ] |             |
|          | Rio Grande do Norte | RN    | Kerginaldo Cavalcanti            | PSP     | Luís Varela                       |             |             |
|          | Rio Grande do Sul   | RS    | Alberto Pasqualini               | PTB     | Aníbal Beck                       | [ nota 14 ] |             |
|          | Santa Catarina      | SC    | Gomes de Oliveira                | PTB     | Antenor Mesquita                  |             |             |
|          | São Paulo           | SP    | César Vergueiro                  | PSP     | Lineu Prestes                     | [ nota 15 ] |             |
|          | Sergipe             | SE    | Júlio César Leite                | PR      | Moacir Barreto                    |             |             |

## Câmara dos Deputados em 1950
A inserir

## Líderes da Câmara dos Deputados
| # | Partido | Líder                   | Bancada   | Posição  |
| - | ------- | ----------------------- | --------- | -------- |
|   | PSD     | Benedito Valadares (MG) | 112 / 304 | Governo  |
|   | UDN     | Jorge Lacerda (SC)      | 81 / 304  | Oposição |
|   | PTB     | Brochado da Rocha (RS)  | 51 / 304  | Governo  |
|   | PSP     | Paulo Lauro (SP)        | 24 / 304  | Governo  |
|   | PR      | Dix-Huit Rosado (RN)    | 11 / 304  | Governo  |
|   | PST     | Afonso Matos (MA)       | 9 / 304   | Oposição |
|   | PL      | Raul Pilla (RS)         | 5 / 304   | Oposição |
|   | PTN     | Emilio Carlos (SP)      | 5 / 304   | Oposição |
|   | PCB     | João Amazonas (DF)      | 3 / 304   | Oposição |
|   | PDC     | André Araújo (AM)       | 2 / 304   | Oposição |
|   | PSB     | Orlando Dantas (SE)     | 1 / 304   | Oposição |